# 車折神社 (各務原市)
車折神社（くるまざきじんじゃ）は、岐阜県各務原市鵜沼大安寺町にある神社。

## 概要
京都府京都市右京区嵯峨にある車折神社に因んで、1955年（昭和30年）に創建された。学問の神社として、受験生の参拝が多い。
境内には積まれた「願かけ石」がみられる。受験の合格祈願などの祈願のさい、近くの川原で平らな石（直径20cm前後）を拾い、水で清めた後、その石に祈願する内容、名前などを記入し、社務所に申し込む。申し込み終了後、石を指定された奉納場に積み上げる。願いがかなった場合、近くの川原で平らな石（直径20cm前後）を拾い、水で清めた後、その石に御礼内容、名前などを記入し、社務所に申し込む。申し込み終了後、石を指定された奉納場に積み上げる。
なお、鵜沼駅から車折神社を通り上須衛地区に至るルートは東海自然歩道のモデルコース「車折神社と不動めぐりのみち」となっている。

## 祭神
- 清原頼業（きよはらのよりなり）
  - 平安時代後期の著名な漢学者・儒学者。明経道清原氏の出であり、大外記の職を長年務め、晩年には九条兼実より政治の諮問を受け、兼実から「その才、神といふべく尊ぶべし」と評されたという。

## 境内社
- 芸能神社
  - 祭神は天宇受売命。芸能・芸術の分野で活動する人々より強い崇敬を受けている。

## 所在地
- 岐阜県各務原市鵜沼大安寺町1丁目86

## 交通

### 公共交通機関
- 各務原市ふれあいバス
  - 鵜沼線・東西線朝夕便「つつじが丘北」バス停下車、徒歩で約17分。
- 名鉄各務原線 新鵜沼駅、JR高山本線 鵜沼駅より徒歩で約45分。

### 自動車
- 国道21号「鵜沼西町」交差点を北上。約3km（各務原パークウェイ沿い）。